# بحارة على نهر الفولغا
بحارة على نهر الفولغا (وتسمى أيضا: نواخذ على نهر الفولغا) (بالروسية: Бурлаки на Волге) هي لوحة فنية زيتية تعود تقريباً للأعوام 1870-1873 وتُصنف بأنها «واقعية اجتماعية» وهي للفنان ايليا ريبين. حيث تصور أحد عشر رجلاً يقومون بسحب قارب بجهد مُضني على ضفاف نهر الفولغا، وتصور لحظة الانهيار من الإرهاق والضغط من التعب والطقس الحار.
يعتبر العمل إدانة للربح من الأعمال اللاإنسانية. وعلى الرغم من أنها تصور الرجال في وضع تحمل وتقبل للأمر إلا أنها تبرز انهزاميتهم وتقهقهرهم إلا شخص واحد منهم ويتوسط اللوحة مبدياً لوناً بارزاً لجدال شبابي في وضعية بطولية ضد الحبال.
وُجدت فكرة اللوحة طريقها لمخيلة ريبين من خلال رحلاته عبر روسيا عندما كان شابا حيث يصور شخصيات فعلية التقاها. ولقت اللوحة ثناء عالمي لتصوريها واقع مشقة وكدح الرجال العاملين، وبها انطلقت مسيرته الفنية. وبعد وقت بسيط من اكتمالها قام الدوق الأكبر فلاديمير ألكسندروفيتش بشراءها وعندها عرضت على نطاق واسع في جميع أنحاء أوروبا كعلم بارز روسي للوحات الروسية الواقعية. ووصفت لوحة بحارة على نهر فولغا بأنها «قد تكون اللوحة الأكثر شهرة لحركة الهائمون (لكونها) ...تُصور بجرأة مشقة وكدح العمال».